# رفلاکس معده
بازگشت اسید به مری یا واشاریدگی معده‌ای مروی یا رفلاکس گاستروازوفاژیال (به انگلیسی: Gastroesophageal reflux disease) که در میان مردم به نام ترش کردن شناخته می‌شود، به معنی آسیب‌های موکوزی و نشانه‌های مزمن در اثر بازگشت غیرعادی محتویات و اسید معده به مری است. نشانه‌های متداول بازگشت معده‌ای مروی سوزش سر دل، درد قفسه سینه (پشت جناغ) و بوی بد دهان و احساس ترش کردن است. یک پنجم ایرانی‌ها مبتلا به واشاریدگی معده هستند، یعنی حداقل هفته‌ای یک یا دو بار ترش می‌کنند.

## عوامل
علل مختلفی مانند شل بودن اسفنگتر تحتانی مری یا زیاد بودن دفعات شل شدن این اسفنگتر یا ضعف مکانیسمهای دفاعی انتهای مری موجب این آسیب می‌شود. در واقع تغییرات دائمی یا ناپایدار در مانع بین معده و مری موجب این بیماری می‌شود. برخی از عوامل ایجاد کننده رفلاکس معده عبارتند از:
• اشکال در عملکرد اسفنگتر تحتانی مری: انقباضات ضعیف و شل شدن غیرعادی و طولانی مدت تر از حد طبیعی اسفنگتر، باعث نشت و راهیابی مواد اسیدی معده به مری می‌گردد.
- اشکال در عملکرد عضلات معده: انقباضات کند معده و به تأخیر افتادن تخلیه محتویات معده به روده‌ها، می‌تواند باعث رفلاکس گردد.
- اشکال در عملکرد حرکات دودی شکل مری نیز می‌تواند علت رفلاکس باشد.
- فتق هیاتال (HIATAL HERNIA): دیافراگم که یک ماهیچه صاف و مسطح است قفسه سینه را از حفره شکم جدا می‌سازد. مری در قفسه سینه و معده در حفره شکم واقع گردیده‌اند. مری برای رسیدن به معده بایستی از قفسه سینه پایین آمده و از یک دهانه واقع در دیافراگم موسوم به هیاتوس (HIATUS) عبور کند. برخی اوقات هیاتوس دچار کشیدگی شده و بخشی از معده به سمت بالا و قفسه سینه وارد می‌گردد و ایجاد فتق می‌کند. فتق هیاتال باعث جابه‌جا شدن دریچه اسفنگتر تحتانی مری (LES) و مختل شدن عملکرد آن می‌گردد. قسمتی از دیافراگم که مری را احاطه کرده‌است هنگام انقباض اسفنگتر، منقبض شده و همراه با آن حین عمل بلع شل می‌گردد. در فتق هیاتال این همکاری مختل شده و انقباضات اسفنگتر بدون پشتیبان باقی می‌ماند.
- بیماری آسم و همچنین مصرف داروهای ضدالتهاب غیر استروئیدی (آسپرین، ایبوپروفن، ناپروکسن) نیز می‌تواند باعث رفلاکس و تشدید آن گردند.
- پاسخ ایمنی بیش از حد: در این حالت سیستم ایمنی به محرکات مری (مواد غذایی) به‌طور مبالغه آمیزی واکنش نشان داده و ایجاد التهاب می‌کند.
- عامل وراثت نیز در ایجاد رفلاکس معده مؤثر می‌باشد.
- مصرف برخی غذاها می‌تواند ایجاد رفلاکس و سوزش سر دل کرده یا آن را تشدید کند: چای، قهوه، نوشابه‌های گازدار و نوشیدنی‌های حاوی کافئین، شکلات، مرکبات (نارنگی، پرتغال، گریپ فروت)، گوجه فرنگی، رب و سس گوجه فرنگی، غذاهای تند و ادویه دار، غذاهای پرچرب، نعناع، غذاهای خشک مانند بادام زمینی، پیاز و سیر، فلفل سیاه، سرکه. به عنوان مثال باید توجه داشت که نوشیدنی‌های کافئین دار (قهوه و چای) باعث شل شدن اسفنگتر تحتانی مری می‌گردند و غذاهای چرب باعث کند شدن روند هضم و تأخیر در تخلیه معده می‌گردند.
- سیگار کشیدن نیز به علت شل کردن و تضعیف اسفنگتر کاردیا و افزایش اسید معده رفلاکس را تشدید می‌کند.
- شیوه زندگی: مصرف وعده غذاهای چرب و سنگین باعث وارد آمدن فشار مضاعف به اسفنگتر تحتانی مری می‌گردد، بلافاصله پس از صرف غذا دراز کشیدن، بلند کردن اجسام سنگین یا خم شدن زیاد از حد نیز به اسفنگتر فشار وارد آورده و باعث رفلاکس و سوزش سردل می‌شود.
- افزایش تولید اسید معده به هر علت.
- چاقی نیز یک فاکتور ریسک محسوب می‌گردد.
- یبوست به علت افزایش فشار درون روده و معده نیز باعث رفلاکس و تشدید آن می‌گردد.
- به تن کردن لباس‌های تنگ یا سفت بستن کمربند نیز با اعمال فشار بر معده، رفلاکس را تشدید می‌کند.
- کاهش اسید معده: فقدان اسید کافی در معده می‌باشد که به‌طور مثال می‌تواند در زمینه عفونت معده در اثر میکرب هلیکوباکتر پیلوری ایجاد شود. دریچه ای که معده را به درون روده‌ها می‌گشاید (پیلور) با اسید معده فعال می‌گردد. چنانچه اسید کافی در معده موجود نباشد، این دریچه گشوده نشده و محتویات معده به سمت مری راه می‌یابند.
- افزایش کلسیم بدن و سندرم زولینگر-الیسون که در اثر تومور دستگاه گوارش که به‌طور غیرقابل کنترل هورمون گوارشی گاسترین ترشح می‌کند و با افزایش ترشح گاسترین و متعاقب آن افزایش ترشح اسید معده نیز می‌تواند ایجاد رفلاکس و سوزش سر دل کند.
- عارضه بیماری خودایمنی بافت همبند اسکلرودرمی نیز با درگیری عضلات جدار مری و مختل کردن انقباضات مری می‌تواند باعث رفلاکس گردد.[۳]

## تشخیص
تشخیص با سنجش بیست و چهار ساعته PH مری و تطبیق زمانی آن با علائم بیمار یا ارزیابی پاسخ بیمار به درمان حدسی یا به‌طور دقیق تر با آندوسکوپی قابل تشخیص است.

## نشانه‌ها و علایم
علایم متداول عبارتند از:
- سوزش سردل و جناغ سینه
- استفراغ
- نارسایی بلع

علایم کمتر متداول نیز عبارتند از:
- درد در هنگام بلع
- ، ترشح بیش از حد بزاق که در پاسخ به اسید معده توسط عصب واگ تحریک می‌شود
- حالت تهوع
- درد در محل قفسهٔ سینه
- سرفه یا تشدید آسم

## واشاریدگی در نوزادان
واشار معده نوزادی و شیرخوارگی به عنوان شایع‌ترین مشکل گوارشی در شیرخواران شناخته می‌شود اوج علایم مربوط به واشار معده حدود سه ماهگی شیرخوار می‌باشد و تا پایان دو سالگی بسیاری از کودکان علایم بهبودی کامل را نشان خواهند داد و درصدی از کودکان مبتلا به عوارض پایدار تنفسی و گوارشی می‌گردند که از شایعترین آن‌ها اسم کودکی. نرمی حنجره و حملات مکرر لارنژیت (خروسک) و زخمهای ناحیه انتهای مری می‌باشند. در واقع نیمی از کودکان مبتلا به آسم کودکی، سابقه واشاریدگی نوزادی را دارا می‌باشند. عملکرد نامناسب دریچه انتهای مری که وظیفهٔ جلوگیری از برگشت محتوای معده به مری و متعاقباً حنجره و نای را دارد به عنوان علت بروز این بیماری مورد کنکاش و بررسی قرار گرفته‌است. هرچند علت اصلی به وجود آورندهٔ ان در بسیاری موارد ناشناخته است ولی زمینه ارثی به وجود آورنده واشاریدگی به خوبی شناخته شده می‌باشد بدین معنی که این بیماری از طریق ژنتیکی و با توارث غالب از والدین به فرزندان انتقال میابد؛ و در نوزادان یک خانواده تکرار می‌گردد. از سایر علل غیر ژنتیکی تأیید شده مصرف لبنیات، گوجه فرنگی، شکلات، کافیین (قهوه و نسکافه)، مصرف دخانیات توسط مادر باردار و شیرده و ادویه جات تند مورد تأیید قرار گرفته‌است و از مواد افزودنی و نگهدارنده و برخی آنتی‌بیوتیکها مانند اریترومایسین نیز به عنوان عامل ایجادکننده یا تشدیدکننده نام برده می‌شود.

## آسیب‌ها و عوارض
GERD یا همان رفلاکس معده‌ای مروی در مری به آسیب‌هایی منجر خواهد شد، از جمله این آسیب‌ها:
- زخم در محل اتصال معده و مری (در اثر ورم کردن مری، بافت برون پوش ان دچار بافت مردگی می‌شود و به زخم منجر می‌شود)
- تنگ شدن مری به صورت مقاوم که تورم مری آن را منجر می‌شود (تورم مری که از رفلاکس ایجاد می‌شود)
- مری بارت (تغییر بافت یا تبدیل بافت مری انتهایی به سمت سلولهای پوشاننده دیواره روده)
- آدنوکارسینوم مری (از انواع سرطان مری می‌باشد و بین ۵۰ تا ۸۰ درصد این نوع سرطان‌ها را درکشورهای غربی شامل می‌شود. این در حالیست که شیوع آدنوکارسینوم انتهای مری به‌دنبال عارضهٔ مری بازت، در ایران در حال افزایش می‌باشد، اما همچنان سرطان سلول سنگفرشی مری یا همان SCC، شایعترین سرطان مری در ایران می‌باشد)

## درمان و جلوگیری از تشدید بیماری
درمان دارویی رفلاکس مروی با آنتی اسید، مهارکننده پمپ هیدروژنی مانند پنتوپرازول وامپرازول و داروهای افزایش دهنده تون عضلانی اسفنگتر تحتانی مری مانند دومپریدون و متوکلوپرامید و سیزاپراید است.
نوشیدنی‌ها و خوراکی‌های دارای کافئین یا دارای اسید مثل کاکائو، قهوه، چای، نوشابه‌های گازدار و مرکبات (پرتقال، لیموترش و …) باعث تشدید این بیماری می‌شود. همچنین مصرف الکل، کشیدن سیگار، مصرف مواد مخدر، دراز کشیدن بعد از غذا، مصرف حجم زیادی از مایعات همراه با غذا و مصرف غذاهای چرب، برگشت اسید را تشدید می‌کند. بیماران همچنین باید از مصرف غذاهای تند و سبزیجاتی مثل پیاز، سیر و نعناع اجتناب کنند. بالا بردن ارتفاع بالاتنه بدن نسبت به پایین‌تنه هنگام دراز کشیدن و خواب می‌تواند از برگشت اسید معده به مری جلوگیری کند. همچنین نبایستی کمربند و لباس تنگ پوشید.